# Here Today (песня Пола Маккартни)
«Here Today» (с англ. — «Здесь и сегодня») — песня Пола Маккартни с его альбома 1982 года Tug of War.
Песня служила сессией и должна была войти в альбом Pipes of Peace, но Маккартни решил, что она должна быть в альбоме Tug of War. Маккартни написал песню о своих отношениях с соавтором и другом Джоном Ленноном, который был убит менее чем за два года до этого, о том, как он по-братски любил Джона и как ему не хватает Джона где-то рядом, «здесь и сегодня». Запись песни спродюсировал продюсер The Beatles Джордж Мартин; он же написал аранжировку для струнного ансамбля, как некогда в 1960-е он сделал это для впоследствии ставшей одной из самых знаменитых в жанре поп-музыки песни Маккартни «Yesterday».
Хотя песня и не издавалась как сингл, она достигла 46-го места в чарте Billboard Mainstream Rock.

## Список участников записи
(на альбоме Tug of War)
- Пол Маккартни — гитара, вокал
- Джек Ротштейн (Jack Rothstein) — скрипка
- Бернард Пэтридж (Bernard Partridge) — скрипка
- Йэн Джуэл (Ian Jewel) — скрипка
- Кит Харви (Keith Harvey) — виолончель

## Исполнение песни на концертах
Маккартни часто исполнял и исполняет песню на концертах; записи некоторых из этих исполнений вошли в его концертные альбомы Back in the World, Back in the U.S., Good Evening New York City, Live in Los Angeles.